# Institut für Molekularbiologie (Riems)
Das Institut für Molekularbiologie (IMB) ist eine Forschungseinrichtung der Bundesrepublik Deutschland, die ein Teil der rechtlich selbständigen Bundesoberbehörde Friedrich-Loeffler-Institut (FLI) auf der Insel Riems ist. Das FLI trägt auch die Zusatzbezeichnung Bundesforschungsinstitut für Tiergesundheit. Das Institut betreibt in erster Linie Ressortforschung für das Bundesministerium für Ernährung, Landwirtschaft und Verbraucherschutz (BMELV). Die Forschungsaufgaben des IMB liegen im Gebiet der Veterinärmedizin und der Molekularbiologie.

## Geschichte
Das Institut für Molekularbiologie ist eine von vier Forschungseinrichtungen auf der Insel Riems, deren Geschichte auf den Virologen Friedrich Loeffler (1852–1915) und in das Jahr 1910 zurückgeht. In der heutigen Form wurde das Institut im Jahr 1992 neu gegründet.
- Eine ausführliche Chronologie der Institute auf der Insel Riems ist im Absatz „Geschichte“ im Artikel Friedrich-Loeffler-Institut dargestellt.

## Forschung
Die molekularbiologischen Forschungen des Instituts beschäftigen sich hauptsächlich mit Untersuchungen zur Genomstruktur und Genregulation sowie zur funktionellen Charakterisierung viraler Genprodukte, wobei besonders deren Rolle bei der Pathogenese und bei der Immunantwort untersucht wird. Die Ergebnisse dieser Arbeiten liefern die Basis für die gentechnische Entwicklung von Impfstoffen und diagnostischen Verfahren.
Hierbei befasst sich das Institut mit der Charakterisierung und molekularen Analyse tierpathogener Viren, wobei vorrangig animale Herpesviren (Pseudorabiesvirus, Bovines Herpesvirus 1, Virus der infektiösen Laryngotracheitis), Birnaviren (Infektiöse Bursitis des Huhns, Infektiöse Pankreasnekrose der Salmoniden, Frühlingsvirämie der Karpfen), Rhabdoviren (Virale hämorrhagische Septikämie, Infektiöse hämatopoetische Nekrose der Salmoniden), Orthomyxoviren (aviäre Influenza) sowie Paramyxoviren (Newcastle Disease Virus) bearbeitet werden.
Das Institut legt großen Wert darauf, seine Forschungsergebnisse zu veröffentlichen und die Bevölkerung so über Gefahren zu informieren. So gibt es etwa auf der Internetseite des FLI einen Bereich, in dem Informationen über das aktuelle Krankheitsgeschehen zu finden sind. Dazu gehören neben Pressemitteilungen auch ausführliche und offizielle Lageberichte und Risikobewertungen.